# Repnin (Adelsgeschlecht)

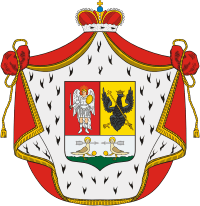
Wappen der Fürsten Repnin

Die Repnin sind ein russisches Fürstengeschlecht rurikidischer Abstammung. Sie sind eines Stammes und Wappens mit den Fürsten Obolenski und den Fürsten Dolgorukow.

## Geschichte
Die Obolenski führen ihre Abstammung zurück auf Juri, den fünften Sohn des Michael von Tschernigow, Herrscher im Fürstentum Tschernigow. Seine Nachfahren regierten das um 1270 von Juri gegründete Fürstentum Obolensk (heute Obolenskoe östlich von Obninsk) und verblieben nach der Unterstellung unter das Großfürstentum Moskau ab 1494 dort als Gouverneure. Der Zweig Repnin entstand durch Iwan Michhailovich Obolensky († 1523), der den Spitznamen Repnya, schlechter Brei erhielt.

## Angehörige
Zu den bekanntesten Mitgliedern der Familie zählen:
- Anikita Iwanowitsch Repnin (1668–1726), russischer General
- Wassili Anikitowitsch Repnin (1696–1748), russischer Generalfeldmarschall
- Nikolai Wassiljewitsch Repnin (1734–1801), russischer Generalfeldmarschall
- Nikolai Grigorjewitsch Repnin-Wolkonski (1778–1845), russischer Generalleutnant, 1813/14 Generalgouverneur von Sachsen